# Linia kolejowa Szeroka – Zofiówka
Linia kolejowa Szeroka – Zofiówka – normalnotorowa, niezelektryfikowana, drugorzędna, towarowa linia kolejowa nr 23 zarządzana przez Jastrzębską Spółkę Kolejową. Linia kolejowa jest poprowadzona od posterunku odgałęźnego Szeroka do stacji Zofiówka.